# Молочная (Свердловская область)
Молочная — деревня в Свердловской области России, административно подчинённая городу Кушве. Входит в Кушвинский муниципальный округ.

## География
Деревня расположена на восточном склоне Среднего Урала, на левом берегу реки Ближней Гаревки, к северо-западу от Екатеринбурга и Нижнего Тагила и в 5 километрах к западу от города Кушвы. Северо-восточнее деревни проходит ветка Гороблагодатская — Чусовская Свердловской железной дороги. В одном километре к северу от деревни Молочной расположен остановочный пункт 308 км.

## Население
| 2002 | 2010 |
| ---- | ---- |
| 12   | ↘4   |